# Ignacio Zaragoza (Berriozábal)
Ignacio Zaragoza es una localidad del estado mexicano de Chiapas. Es parte del municipio de Berriozábal.

## Toponimia
El nombre de la localidad rinde homenaje a Ignacio Zaragoza, general mexicano de la Guerra de Reforma.

## Demografía
| Gráfica de evolución demográfica |
|                                  |

| Censo | Población |
| ----- | --------- |
| 1940  | 158       |
| 1950  | 277       |
| 1960  | 520       |
| 1970  | 530       |
| 1980  | 702       |
| 1990  | 1 193     |
| 2000  | 953       |
| 2010  | 1 354     |
| 2020  | 1 607     |